# تشبي سنايدر
تشبي سنايدر (بالإنجليزية: Chubby Snyder)‏ هو لاعب كرة قاعدة أمريكي، ولد في 20 أغسطس 1890 في بوفالو في الولايات المتحدة، وتوفي في 24 مارس 1954.

## وصلات خارجية
- تشبي سنايدر على موقعبيزبول رفرنس.كوم (الدوري الرئيسي) (الإنجليزية)